# Agylla maculata
Agylla maculata är en fjärilsart som beskrevs av Moore 1878. Agylla maculata ingår i släktet Agylla och familjen björnspinnare. Inga underarter finns listade i Catalogue of Life.